# 에우리스테우스

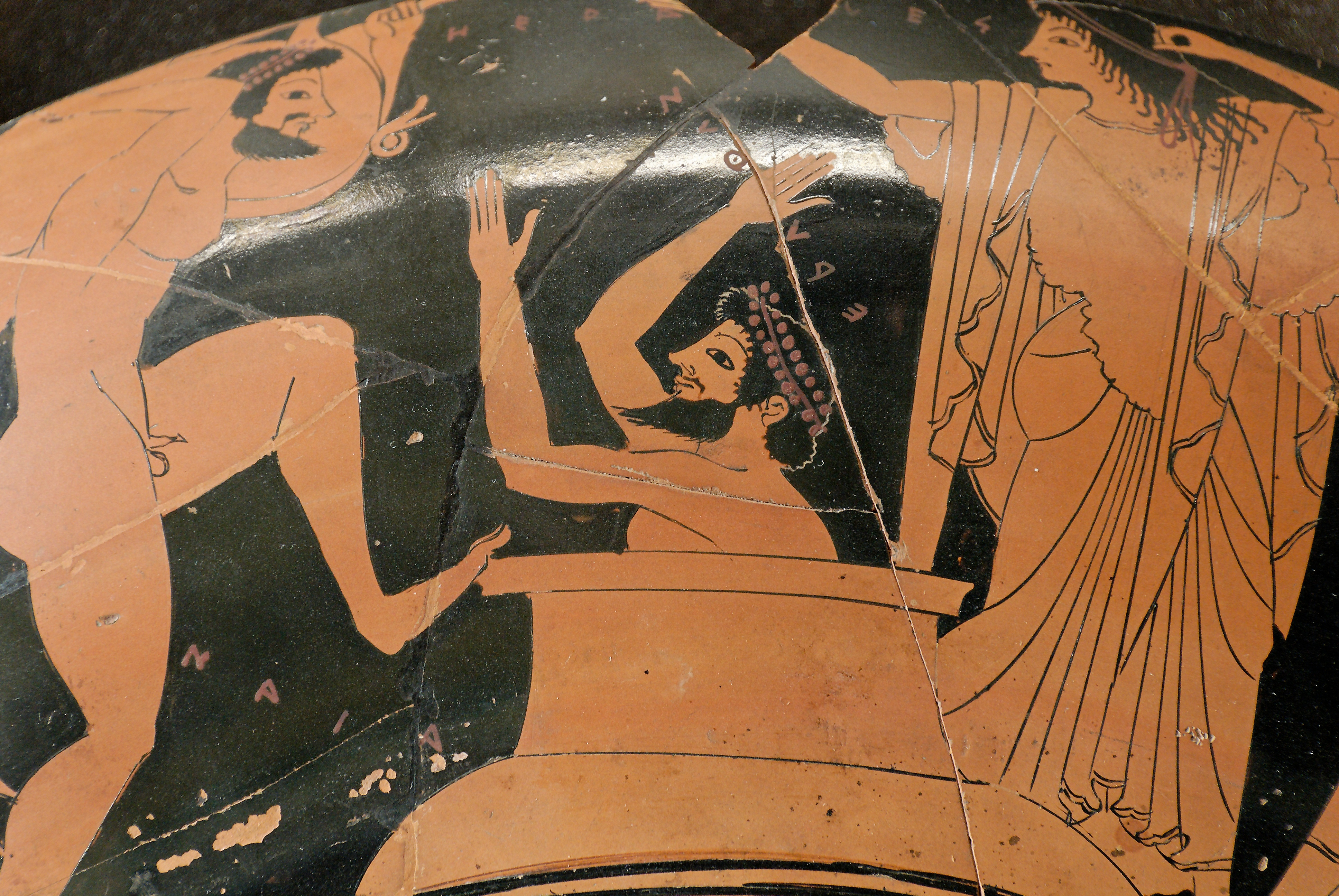
항아리에 숨은 에우리스테우스 510 BC, 루브르

에우리스테우스(Εὐρυσθεύς)는 아르골리스 내의 미케네계 왕국 3강자 중 하나인 미케네와 티린스 왕국의 왕이었다. 그는 미케네의 왕 스테넬로스와 니키페의 아들이었고 페르세우스의 손자였다.
그는 헤라클레스의 경쟁자였다. 헤라클레스보다 늦게 태어나기로 예정되었으나 헤라클레스를 시기한 헤라는 그를 헤라클레스보다 먼저 태어나게 했다. 그는 안티마체와 결혼하였는데 그녀는 암피다마스의 딸이었다. 그들에게서는 아드메테 등의 딸이 태어났다.
헤라는 에우리스테우스(폭넓은 힘)의 후원자였고 제우스는 헤라클레스(헤라의 명성)의 후원자였다.
헤라클레스 사후 알크메네는 사촌동생이자 헤라클레스를 박해했던 에우리스테우스의 눈을 뽑아 죽였다고도 한다.
다른 신화 전승에서 그는 아테나이로 도피하였고 테세우스의 아들 데모폰이 보호하였다고 한다. 데모폰은 최선을 다해 그를 지켰으나 도리스족의 반발로 마지못해 넘겨주게 되자 그는 유언에서 자신을 지켜준 대가로 자신이 죽은 뒤 아테나이에 묻히게 하면 도리스족이 나중에 침략할 때 아테네를 지켜주겠다고 유언하였다. 그가 죽은 뒤 2백년후, 도리스 족이 남하할 때 그리스의 여러 폴리스들은 파괴되거나 지배세력이 교체되었지만 아테나이는 무사하였다 한다.
아들이 없었으므로 그의 뒤는 외가 친족인 아트레우스가 계승하였다.